# Serbota-csúcs
A Serbota-csúcs (románul: Vârful Șerbota) a Fogarasi-havasok főgerincének része, a Negoj-csúcstól nyugatra. Északnyugatról nézve háromszög alakú, északkelet felől két lekerekedett kisebb csúcs látható a főcsúcstól azonos távolságra. A Negoiu-menedékháztól a kék sávval jelzett turistaösvényen közelíthető meg, mintegy két-két és fél óra alatt.
A 20. század elején Karl Petri erdélyi szász entomológus egy addig ismeretlen lágybogárfélét gyűjtött a csúcs nyugati oldalán, amelynek a Malthodes Serbotae nevet adta.
2020. márciusban egy tizenegy tagú csoportot lavina sodort el a csúcshoz közel, egy turista meghalt.